# Eucalyptus accedens
Eucalyptus accedens o el wandoo corteza de polvo (powder-barked wandoo)  es un eucalipto nativo de Australia Occidental. 

## Descripción
Los árboles maduros miden alrededor de 15–25 m de altura con las ramas por encima del tronco.
La corteza lisa es notable por estar cubierta por polvo parecido al talco. Es de color blanco pálido cuando está tierna, tornándose a un tono de naranja antes de mudarla otra vez. Las flores blancas crecen en otoño.

## Taxonomía
Eucalyptus accedens fue descrita por William Vincent Fitzgerald y publicado en Journal of the Western Australia natural history society 1: 21. 1904.
Etimología
Eucalyptus: nombre genérico que proviene del griego antiguo: eû = "bien, justamente" y kalyptós = "cubierto, que recubre". En Eucalyptus L'Hér., los pétalos, soldados entre sí y a veces también con los sépalos, forman parte del opérculo, perfectamente ajustado al hipanto, que se desprende a la hora de la floración.
accedens: epíteto latíno 

## Usos)
El duramen de Eucalyptus accedens es de color rojo oscuro, muy duro y resistente y tiene una gravedad 960-1170 kg / m³ específico. La madera es de uso limitado, disponible sólo en una pequeña parte,  debido a su gran peso y su gran dureza

## Bibliograría
- Holliday, I. A field guide to Australian trees (3rd edition), Reed New Holland, 2002